# Ewa Pałasz-Rutkowska
Ewa Tatiana Pałasz-Rutkowska (ur. 5 lipca 1953 w Warszawie) – polska profesor nauk humanistycznych. Kulturoznawczyni, literaturoznawczyni, orientalistka. Specjalizuje się w zagadnieniach z zakresu japonistyki, w tym historii, literaturze i języku tego kraju. Jest wykładowcą w Katedrze Japonistyki na Wydziale Orientalistycznym Uniwersytetu Warszawskiego.

## Praca naukowa
Tytuł magistra w dziedzinie japonistyki uzyskała w 1977 roku na Uniwersytecie Warszawskim. Podstawą jego nadania była praca dotycząca polityki Japonii wobec Mandżurii w latach 1918−1939. Doktoryzowała się na tej samej uczelni w 1987 roku na podstawie pracy zatytułowanej General Masaki Jinzaburo and the Imperial Way Faction (Kodoha) in Japanese Army 1932−1936. Habilitowała się z kolei w 1999 roku na Wydziale Historycznym UW pisząc rozprawę pt. Polityka Japonii wobec Polski 1918−1941. Tytuł profesora nauk humanistycznych nadano jej w 2014 roku.
W latach 2008–2009 kierowany przez nią zespół badawczy odnalazł w Japonii blisko 80 grobów osób, które prawdopodobnie były Polakami (głównie oficerów i żołnierzy armii rosyjskiej i niemieckiej oraz misjonarzy i misjonarek). W 2019 roku (w setną rocznicę nawiązania stosunków dyplomatycznych między Polską i Japonią) wygłosiła referat History of Polish-Japanese relations.

## Książki
- Polityka Japonii wobec Polski: 1918−1941[6]
- Historia Państw Świata w XX Wieku – Japonia (wraz z Katarzyną Starecką)[7]
- Historia stosunków polsko-japońskich: 1904−1945 (wraz z Andrzejem Romerem)[8]
- Cesarz Meiji (1852−1912): wizerunek władcy w modernizowanej Japonii w setną rocznicę śmierci cesarza[9]

## Wybrane publikacje naukowe
Ewa Pałasz-Rutkowska jest autorką lub współautorką następujących prac naukowych:
- (1994): Współpraca polsko-japońska w czasie II wojny światowej[10]
- (1997): "Porandojin-to Nichiro-senso. [Polacy wobec wojny japońsko-rosyjskiej]", Hiroshi Bando, Tokyo 1995: [recenzja][11]
- (2006): Polska – Japonia – Mandżukuo. Sprawa uznania Mandżukuo przez Polskę[12]
- (2009): The Polish ambassador Tadeusz Romer – a rescuer of refugees in Tokyo[13]

## Nagrody i wyróżnienia
Ewa Pałasz-Rutkowska otrzymała następujące nagrody i wyróżnienia:
- Order Wschodzącego Słońca klasy Złote Promienie ze Wstęgą (2015)[3][14][15]
- Nagrodę Fundacji Japońskiej (2019)[1][3][16]